# Parafia św. Katarzyny Aleksandryjskiej w Łące
Parafia Świętej Katarzyny Aleksandryjskiej w Łące – parafia rzymskokatolicka, znajdująca się w diecezji opolskiej, w dekanacie Otmuchów.